# Параклис Светог пророка Јелисеја у Горњем Љубешу
Параклис Светог пророка Јелисеја у Горњем Љубешу, насељеном месту на територији општине Алексинац, припада Епархији нишкој Српске православне цркве.
Параклис посвећен Светом пророку Јелисеји налази се на међи села Доњег и Горњег Љубеша и Каоника поред извора за који народ верује да је чудотворан. Капела је грађена око 1960. године у облику правоугаоника, са малом олтарском апсидом, дрвеном преградом налик иконостасу и без часног престола. На овом месту народ се окупља само на дан светог пророка Јелисеја.